# Explorare
Explorarea este activitatea de căutare sau călătorie cu scopul de a găsi în regiuni necunoscute, inclusiv spațiu cosmic, petrol, gaz, cărbune, apă, peșteri, sau informații. Explorarea implică și căutarea prin informațiile din diferite epoci cu scopul de a găsi lucruri neștiute până în acel moment.
Termenul este utilizat și pentru a descrie primele incursiuni ale oamenilor unei anumite culturi în arealul geografic sau cultural al altei culturi. Deși explorarea a existat încă de la începuturile ființelor umane, apogeul a fost atins în timpul Perioada Marilor descoperiri, când navigatorii europeni au călătorit în jurul lumii pentru a descoperi noi teritorii și culturi.
În cercetarea științifică, explorarea este unul dintre scopurile studiului (celelalte două fiind descrierea și explicația). Explorarea este încercarea de a dezvolta înțelegerea grosieră inițială a unui anumit fenomen.

## Exploratori celebri
- Pytheas (380 – c. 310 BC) - explorator grec. Primul care a înconjurat Marea Britanie și care a explorat Germania. A ajuns în Thule, despre care se crede că sunt Insulele Shetland sau Islanda.
- Erik cel Roșu (950 - 1003) - explorator Viking norvegian. După ce a fost alungat din Islanda, a navigat spre Groenlanda unde s-a și stabilit.
- Leif Eriksson (980 - 1020) - explorator norvegian. Despre el se crede că este primul european care a ajuns în America de Nord.
- Friar Julian (sec. al XIII-lea) - explorator maghiar Dominican friar.
- Marco Polo (1254 - 1324) - explorator italian .
- Ibn Battuta (1304 - 1377) - explorator Berber.
- Zheng He (1371 - 1433) - explorator chinez.
- John Cabot (c. 1450 - 1499) - explorator italian. A descoperit Newfoundland pe care l-a revendicat pentru Regatul Angliei.
- Bartolomeu Diaz (c. 1450 - 1500) - explorator portughez. A navigat din Portugalia și a ajuns la Capul Bunei Speranțe.
- Christopher Columbus (1451 - 1506) - explorator italian. A navigat în 1492 și a descoperit "Lumea Nouă" a Americilor.
- Afonso de Albuquerque (1453 - 1515) - (Afonso cel Mare) navigator și colonizator portughez, întemeietorul puterii portugheze în India.
- Amerigo Vespucci (c. 1454 - 1512) - explorator italian. A navigat în 1499 și 1502. A explorat coasta estică a Americii de Sud.
- Juan Ponce de León (c. 1460 - 1521) - explorator spaniol. A explorat Florida în încercarea sa de a găsi Fântâna Tinereții.
- Piri Reis (c. 1465/1470 – 1554/1555) - explorator otoman.
- Pedro Álvares Cabral (c. 1467 - c. 1520) - explorator portughez, recunoscut ca primul european care a găsit calea maritimă spre Brazilia.
- Vasco da Gama (c. 1469 - 1524) - explorator portughez. A navigat din Portugalia până în India ocolind Capul Bunei Speranțe.
- Vasco Núñez de Balboa (c. 1475 - 1519) - explorator spaniol. Primul european care să traverseze istmul Panama și care să vadă oceanul Pacific de pe țărmurile Americii.
- Francisco Pizarro (c. 1475 - 1541) - explorator spaniol. Cuceritor al Imperiului Incaș.
- Juan Sebastián Elcano (1476 - 1526) - explorator spaniol. A încheiat primul înconjor al Pământului într-o singură expediție după ce căpitanul său, Magellan, a fost omorât.
- Sebastian Cabot (1476 sau 1477 - 1557) - navigator. Efectuează explorări prin America Centrală și de Sud.
- Ferdinand Magellan (1480 - 1521) - explorator portughez. A inițiat prima expediție de înconjor al Pământului. A trecut prin Strâmtoarea Magellan și a numit oceanul Pacific. A murit în Filippine după ce le-a revendicat pentru Spania.
- Giovanni da Verrazzano (c. 1485 - 1528) - explorator italian. A explorat coasta nord estică a Americii, din South Carolina până în Newfoundland.
- Hernán Cortés (1485 - 1545) - explorator spaniol. A cucerit imperiul Aztec pentru Spania.
- Jacques Cartier (1491 – 1557) - explorator francez. A descoperit Canada.
- Hernando de Soto (c. 1496 - 1542) - explorator spaniol. A explorat Florida, și a descoperit Râul Mississippi.
- Francisco Vásquez de Coronado (c. 1510 - 1554) - explorator spaniol. A căutat Cele Șapte orașe ale Aurului și a descoperit Marele Canion.
- Sir Francis Drake (c. 1540 - 1596) - explorator englez. Primul englez care a făcut înconjurul Pământului și care a supraviețuit.
- Pedro Sarmiento de Gamboa (1532 - 1592) explorator spaniol al Pacificului.
- Alvaro de Mendaña de Neyra (1541-1596) explorator spaniol al Pacificului.
- Willem Barents (ca.1550 - 1597) - navigator și explorator olandez, celebru pentru explorările arctice pentru găsirea "Pasajului de Nord-Est".
- William Adams (1564 - 1620) - navigator englez. Explorează zona arctică iar mai târziu se stabilește în Japonia, fiind unul dintre primii europeni care cunoaște această țară.
- Pedro Fernandes de Queirós )1565-1614) navigator portughez. A explorat Pacificul în serviciul Coroanei Spaniole.
- Luis Váez de Torres (c. 1565-? ) navigator spaniol sau portughez. A explorat Pacificul în serviciul Coroanei Spaniole.
- Henry Hudson (1570 - 1611) - explorator englez. A explorat mare parte din Atlanticul de Nord, inclusiv Labrador, coasta Groenlanda, și Hudson Bay. Se presupune că a murit în 1611, omorât de propriul echipaj.
- Antão de Andrade (1580 - 1634) - misionar iezuit portughez. Primul european care ajunge în mod sigur în Tibet.
- William Baffin (1584 - 1622) - navigator și explorator arctic englez
- Cristóbal de Acuña (1597 - 1676?) - misionar iezuit spaniol. A explorat America de Sud.
- Vitus Bering ([1681]] - 1741) - explorator danez. A explorat Estul Îndepărtat Siberian și Alaska revendicând-o pentru Rusia.
- James Cook (1728 - 1779) - Căpitan de navă englez. A explorat mare parte din Pacific inclusiv Noua Zeelandă, Australia și Hawaii.
- Louis Antoine de Bougainville (1729 - 1811) - navigator francez. Expediții în Oceania.
- Jean François La Pérouse (1741–1788) ofițer și explorator francez a cărui expediție a dispărut în Oceania.
- Alessandro Malaspina (1754-1810) - explorator italian. A explorat Pacificul și coasta de vest a Americii de Nord pentru Coroana Spaniolă.
- William Bligh (1754 - 1817) - navigator și om politic englez. A explorat Tahiti și Indiile de Vest.
- Alexander MacKenzie (1764-1820) explorator scoțian-canadian, care în 1789, căutând Pasajul de Nord-vest, a urmat cursul râului numit acum după el, până în Oceanul Arctic, și în 1793 a traversat Munții Stâncoși, ajungând la Pacific în 1793, învingându-i pe Lewis și Clark cu 12 ani.
- Alexander von Humboldt (1769 - 1859) - explorator și om de știință german a cărui muncă a dus la întemeierea biogeografiei.
- Căpitanul Meriwether Lewis (1774 - 1809) - explorator American care a condus expediția lui Lewis și Clark în Louisiana Purchase și nord-vestul Pacific în 1804-1806.
- Charles Wilkes (3 aprilie 1798 – 8 februarie 1877) - ofițer naval american naval care a comandat expediția de explorare a Statelor Unite ale Americii
- David Livingstone (1813 – 1873) - misionar și explorator scoțian în Africa Centrală. Este primul european care a văzut Cascada Victoria, pe care a numit-o în cinstea reginei Victoria.
- Sir Samuel White Baker (1821 - 1893) - călător și explorator englez. Explorează zona Nilului și Extremul Orient.
- Henry Morton Stanley (1841 – 1904) - jurnalist și explorator din Țara Galilor în Africa Centrală celebru prin căutarea lui David Livingstone, și prin fraza pe care a rostit-o când l-a găsit: "Dr. Livingstone presupun?"
- Fridtjof Nansen (1861 - 1930) - explorator, om de știință și diplomat norvegian. Primul om care să înconjoare Groenlanda în 1888 și care a navigat în Oceanul Arctic cu Fram în 1893-1896, în încercarea sa de atinge Polul Nord împreună cu Hjalmar Johansen.
- Otto Sverdrup (1854 - 1930) - explorator norvegian. S-a alăturat lui Fridtjof Nansen străbătând Groenlanda în 1888, și fiind căpitanul misiunii arctice Fram dintre 1893-1896, precum și celei de-a doua expediție Fram dintre 1898-1902. A întocmit harta părții cea mai de nord a Canadei în 1898-1902.
- Roald Amundsen (1872 - 1928) - explorator norvegian. A condus prima expediție care a reușit în Antarctica între anii 1910 și 1912. El a reușit de asemenea să fie prima persoană care să traverseze North West Passage. Considerat cel mai mare explorator al tuturor timpurilor.
- Robert Bartlett (1875 - 1946) - Căpitan din Newfoundland. A condus peste 40 expediții arctice, mai multe decât oricine înainte și după el. Este primul care a navigat la nord de latitudinea de 88° N.
- Knud Rasmussen (1879 - 1933) - explorator polar și antropolog din Groenlanda. Rasmussen a fost primul care să traverseze Northwest Passage prin intermediul săniilor trase de câini.
- Ahmed Pasha Hassanein (1889 - 1946) - explorator, diplomat egiptean, unul dintre cei doi câștigători ne-europeni ai medaliei de aur ai Royal Geographical Society în 1924, King's chamberlain, participant la Olimpiada din 1924, fotograf, autor și descoperitorul lui Jebel Uweinat, autorul cărții "The Lost Oases", scrisă în trei limbi.
- Colonel Noel Andrew Croft (1906 - 1998) -a deținut recordul pentru cea mai lungă expediție arctică făcută în anii 1930 pentru aproximativ 60 de ani.
- Sir Edmund Percival Hillary (n 20 iulie 1919-11 ianuarie 2008) - explorator din Noua Zeelandă, care împreună cu Tenzing Norgay, a reușit să cucerească Muntele Everest.
- Neil Armstrong (n 5 august 1930- 25 august 2012) - astronaut american - primul om care a pus piciorul pe Luna la 20 iulie 1969.
- Iuri Gagarin (9 martie 1934 – 27 martie 1968) - cosmonaut sovietic care la 12 aprilie 1961 a devenit primul om care a călătorit în spațiu cosmic și primul om care a orbitat în jurul Pământului.
- Reinhold Messner (n 17 septembrie 1944) - explorator italian, primul om care să cucerească toate cele 14 vârfuri mai înalte de 8 000 de metri.
- Frank Cole (1954 - 2000) - explorator canadian, producător de film. Este primul Nord American care să traverseze deșertul Sahara singur pe o cămilă în 1990. A fost omorât de bandiți în timpul celei de-a doua traversări din anul 2000.

## Exploration by area
- Exploration of the Pacific Ocean
- Exploration of the Pacific Northwest
- Exploration of the Americas
- European exploration of Arabia
- European exploration of Asia
- European exploration of Africa
- European exploration of Australia
- European exploration of North America
- European exploration of South America
- Exploration of the High Alps
- Exploration of Mercury
- Exploration of Venus
- Moon Landings and Exploration of the Moon
- Exploration of Mars
- Friar Marcos